# Kinnevik
Investment AB Kinnevik er et svensk investeringsselskab med store aktieposter i bl.a. teleselskabet Tele2, mobiltelefonselskabet Millicom, tv-koncernen Modern Times Group, aviskoncernen Metro International og papir- og emballagekoncernen Korsnäs. Pr. 2007 har selskabet opført aktiver for 37,8 mia. svenske kroner.
Selskabet blev grundlagt i 1936 af advokat Hugo Stenbeck. Selskabet var oprindeligt specialiseret i investeringer i selskaber i papir- og stålindustrien. Efter Hugo Stenbecks død i 1977 indtog sønnen Jan Stenbeck direktørstolen. Han ændrede selskabets kurs og begyndte at foretage investeringer i nystartede virksomheder inden for medier og teknologi. Når selskaberne nåede en vis modenhed, blev en del af kapitalen overført til Kinneviks egne aktionærer.
Den største ejerandel i Kinnevik besiddes af Emesco AB, der ejes af Hugo Stenbecks familie. Emesco er repræsenteret i bestyrelserne i Kinnevik og associerede selskaber ved Jan Stenbecks datter Cristina Stenbeck.

## Ekstern henvisning
- Kinneviks hjemmeside